# GR 20
El GR 20 és un sender de gran recorregut que travessa l'illa mediterrània de Còrsega de nord a sud.

## Descripció
Tot el recorregut és d'uns 180 km de recorregut amb 12.000 m de desnivell i dura uns 15 dies. El sender es considera el més difícil de tots els GR i consta de dues parts: la part nord, entre Calenzana i Vizzavona, i la part sud, entre Vizzavona i Conca.
Vizzavona es considera el punt mig ja que hi ha una estació de tren i, per tant, és un punt accessible per als senderistes que volen començar o acabar la travessa perquè està situat a la meitat del recorregut. Des de Vizzavona, el tren es pot agafar en direcció a Bastia o Aiacciu, així com cap a altres ciutats i pobles com Corti.
Al llarg de la ruta hi ha refugis de muntanya (gîtes). La qualitat i el preu de l'allotjament i el menjar varia entre els refugis. Els excursionistes poden dormir en una tenda de campanya a la vora del refugi, però no està permès d'acampar al llarg del camí.
Altres senders menys difícils de l'illa són els senders Mare e monti («mar i muntanya») i Mare a mare («de mar a mar»).

## Itinerari
- Part nord: Calenzana – Ortu di Piobbu o Bonifatu (via alternativa) – Carozzu – Asco Stagnu – Tighjettu – Ciottulu di I Mori (o Castel de Vergio) – Manganu – Petra Piana – L'Onda – Vizzavona
- Part sud: Vizzavona – E Capenelle – I Prati – Usciulu – Matalza – Asinao – I Paliri – Conca